# Kopczykowanie

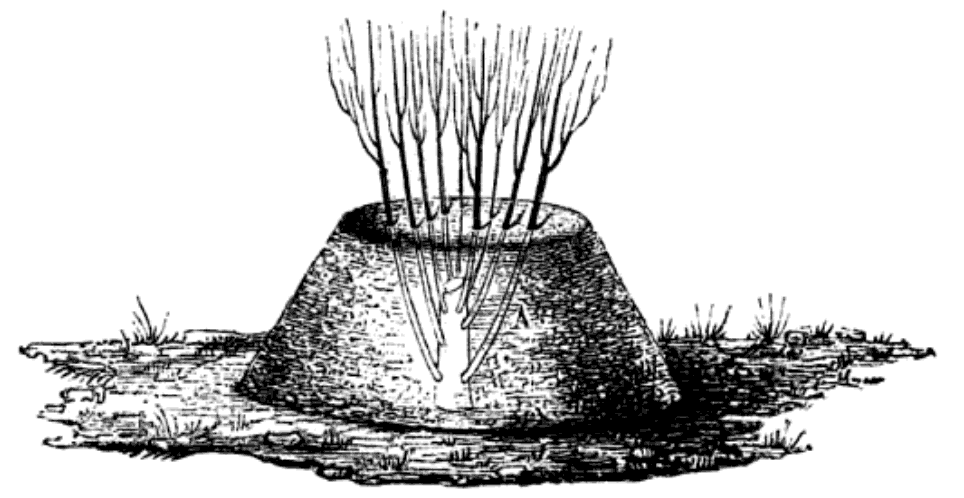
Schemat kopczykowania

Kopczykowanie – sposób wegetatywnego rozmnażania drzew i krzewów owocowych oraz ozdobnych.
Rośliny przeznaczone do rozmnażania przez kopczykowanie należy wysadzać na wiosnę przycinając jednocześnie pędy na wysokości 2–30 cm nad ziemią. Możliwe jest też wysadzanie roślin jesienią, rośliny takie wymagają zabezpieczenia przed mrozami. W wyniku przycięcia rośliny wytwarzają nowe pędy wyrastające z pąków przybyszowych lub śpiących oczek. Ich obsypanie wilgotną glebą sprzyja wykształceniu korzeni przybyszowych. Zabieg przysypywania należy powtórzyć kilka razy w ciągu roku, tak aby pędy były stale zakryte do wysokości 20–25 cm. Odcięcie dostępu światła (etiolacja) sprzyja rozwojowi korzeni. Ważne jest również utrzymanie niezbyt wysokiej temperatury. Jesienią po usunięciu gleby tworzącej kopczyk odcina się pędy z korzeniami, zostawiając krótkie fragmenty na pieńku rośliny matecznej. Jeżeli część pędów nie wytworzyła korzeni konieczne jest pozostawienie ich w kopczyku do wiosny. Co kilka lat (4-5) stosuje się przerwę w rozmnażaniu w celu regeneracji rośliny matecznej.